# Landrada
Landrada van Munsterbilzen (Wintershoven circa 620, Munsterbilzen 8 juli 690) was kluizenares, voordat zij rond 670 de Abdij van Munsterbilzen stichtte en er abdis werd. Er wordt beweerd dat zij een dochter was van Karel Martel, maar die leefde veel later.

## Jeugd en levenswijze
Naar alle waarschijnlijkheid was Landrada een enig kind van Frankische ouders. Kleinkinderen waren er voor hen niet bij aangezien zij de voorkeur gaf aan een maagdelijk leven in dienst van God. Volgens haar levensbeschrijver zou ze hun dat al duidelijk gemaakt hebben nog vóór zij tien jaar oud was. De Vita Landradae werd rond 1100 geschreven door Diederik van Sint-Truiden, de toenmalige abt van Sint-Truiden.
In plaats van een leven in luxe, koos zij voor de bossen van Munsterbilzen om daar het leven van kluizenares te leiden. Zij leefde van brood en water, ging zeer eenvoudig gekleed en bracht de dag door in gebed en boete. Men kon bij haar steeds psalmen en lofliederen horen. Zo wist men haar ook altijd te vinden in het bos. Ze ging, winter en zomer, altijd gekleed in hetzelfde gewaad. Daarnaast zou zij ook steeds blootsvoets gelopen hebben.

## De Abdij
Op een dag vond zij op een steen waar ze vaak passeerde, een afdruk van een kruis. Zij nam dit als een teken van goedkeuring gezonden uit de hemel. Voor haar was dit het signaal om op die plek een kerk te bouwen voor Onze Lieve Vrouw. Zij begon met haar blote handen de struiken weg te halen. Na het terrein te effenen is zij stenen beginnen aan te dragen om vervolgens met een gespannen draad de eerste muur te metsen. De steen met het kruisafdruk heeft ze uiteindelijk gebruikt als altaarsteen.
Dit soort werk was het soort werk dat destijds enkel door slaven, onderhorigen of lijfeigenen werd verricht. Dit werk was meer dan waarschijnlijk een extra boetedoening in haar al nederige bestaan. Omdat zij het leven leidde van een kluizenaar, is er een vermoeden dat ze ook dat aspect kopieerde. Het harde werk werd voor hen naast het gebed beschouwd als een wezenlijk onderdeel van het monniksleven. Zo konden ze tot uiting brengen dat ze, als het ware, lijfeigene waren in dienst van Jezus en de Kerk, die hen voorgegaan was in nederigheid. Nadat haar kerkje (of kapel) klaar was, heeft zij contact gezocht met bisschop Lambertus van Maastricht om het te komen inzegenen. Mede dankzij zijn lovende woorden, kwamen er steeds meer jonge meisjes naar Munsterbilzen die, samen met Landrada, op dezelfde manier hun leven met haar wilde delen. Zo kreeg de heilige Amelberga haar vorming bij Landrada. In sommige teksten is er sprake dat Landrada haar tante zou geweest zijn. Hier lijkt de verwarring met Karel Martel ook zijn oorsprong te vinden omdat hij Amelberga ooit ten huwelijk zou gevraagd hebben. 
Oorspronkelijk was het gebied Munsterbilzen misschien het centrum van een Merovingisch domein dat Belisia werd genoemd. Munsterbilzen heeft daarom ook meer dan waarschijnlijk zijn naam aan de Heilige Landrada te danken, omdat zij hier het vrouwenklooster heeft gesticht, Monasterii Belisia, later verbasterd naar Munsterbilzen.

## Dood van Landrada
Volgens een legende heeft Landrada aan bisschop Lambertus van Maastricht laten weten dat zij haar einde voelde naderen. Ze had gevraagd of hij wilde langs komen om haar de laatste heilige sacramenten toe te dienen. Sint-Lambertus was echter afwezig en kreeg het schrijven heel laat te zien. Hij heeft zich nog naar Munsterbilzen gespoed maar toen hij aankwam was de graatmagere Landrada al gestorven. Zij lag languit gestrekt op een paar strozakken, omringd door haar geestelijke dochters.
Onderweg naar Munsterbilzen heeft Sint-Lambertus een visioen gekregen dat hem vertelde dat hij Landrada terug moest brengen naar haar geboorteplaats, Wintershoven, om daar begraven te worden. De inwoners van Munsterbilzen wilden haar echter onder geen enkel beding laten gaan en hebben een graf voor haar gemaakt. Toen ze haar echter wilden begraven, bleken zowel het lichaam van Landrada, als  van Sint-Lambertus weg te zijn. De koster van Wintershoven vond het lichaam van Landrada enkele dagen later bij de kerkdeur terug.
In 980 werden haar relieken overgebracht naar de (sinds 1540 voormalige) Sint-Baafsabdij te Gent.
- Gemeinsame Normdatei: 144007045
- Virtual International Authority File: 170090493